# Der Fall von Berlin
Der Fall von Berlin (Originaltitel: Падение Берлина, Padenije Berlina) ist ein zweiteiliger, propagandistischer sowjetischer Spielfilm unter der Regie von Michail Tschiaureli aus dem Jahr 1950.

## Handlung
Im Juni 1941 begibt sich die Lehrerin Natascha Rumjanzewa im europäischen Teil der Sowjetunion mit den Kindern ihrer Klasse in ein naheliegendes Stahlwerk, um dort mit ihnen eine Betriebsbesichtigung durchzuführen. Der Redakteur der Betriebszeitung Kostja Saitschenko kommt auf dem Weg zur Betriebsleitung, wo er über die erneute Bestleistung des Stahlschmelzers Alexei Iwanow berichten will, an der Klasse vorbei und möchte sofort auch über diesen Ausflug einen Artikel schreiben. In der Direktion erfährt er, dass Iwanow und der Betriebsdirektor Wassili Chmelnizki mit dem Leninorden ausgezeichnet wurden. Diese Nachricht verbreitet sich wie ein Lauffeuer im Betrieb und am Abend gibt es deshalb eine große Festveranstaltung, auf der die Lehrerin eine Rede zu Ehren des Genossen Iwanow hält, die mit einem Dank an den Genossen Josef Stalin endet. Alexei Iwanow bedankt sich für die Rede, begleitet die Festrednerin im Anschluss nach Hause und lädt sie in ein Konzert ein, welches am nächsten Abend stattfindet.
Alexei merkt, dass er sich in Natascha verliebt hat, kommt mit der Situation nicht mehr zurecht und bittet seinen Direktor deshalb um Urlaub. Doch der übergibt ihm eine Einladung des Genossen Stalin, die Alexei erst nicht annehmen möchte, da er denkt, diesem Treffen nicht gewachsen zu sein. Doch während des gemeinsamen Essens mit Stalin und den anderen führenden Genossen der Partei- und Staatsführung lockert sich der Zustand Iwanows auf und er erzählt nicht nur von seiner Arbeit, sondern auch von der Liebe zu Natascha. Wieder zu Hause geht Alexei mit Natascha über die weiten Kornfelder ihrer Heimat spazieren und sie gestehen sich dabei gegenseitig ihre Liebe. Wie zur Krönung werden sie in dem Moment von mehreren Flugzeugen überflogen, denen sie freudig zuwinken, bis diese Bomben auf sie abwerfen. Jetzt verstehen sie, dass das kein Spaß ist und der Überfall auf die Sowjetunion beginnt. Die Felder, Dörfer und Städte brennen und die deutsche Wehrmacht fällt mordend und zerstörend in das Land ein.
Während dieses Angriffs wird auch Alexei Iwanow schwer verletzt und in ein Lazarett gebracht. Nach drei Monaten Aufenthalt bekommt er Besuch von Kostja Saitschenko, der ihn informiert, dass die Deutschen kurz vor Moskau stehen, jedoch Stalin die Stadt nicht verlassen will. Er erfährt auch, dass einige der Schulkinder ermordet und Natascha nach Deutschland verschleppt wurden. Kostja, der Alexei werben wollte, um mit ihm im Hinterland ein neues Stahlwerk aufzubauen, muss dieses ohne den Bestarbeiter erledigen, denn dieser will mit der Waffe in der Hand den Gegner bis nach Berlin treiben, um seine Liebste zu befreien. Während Stalin die Verteidigung Moskaus organisiert, beschließt dieser, die Militärparade zum 24. Jahrestag der Oktoberrevolution auf dem Roten Platz stattfinden zu lassen. Unter den dort angetretenen Soldaten der Roten Armee, die anschließend sofort an die Front fahren, gehört auch Alexei Iwanow.
Adolf Hitler feiert in der Neuen Reichskanzlei mit dem Diplomatischen Corps seine militärischen Erfolge in der Sowjetunion, als er erfahren muss, dass in Moskau eine Parade stattfindet und die Stadt nicht einzunehmen ist. In seiner Wut beordert er tausend Flugzeuge zur sowjetischen Hauptstadt, von denen aber kein einziges sein Ziel erreicht, genauso wie kein deutscher Soldat jemals Moskau betreten wird. Im deutschen Oberkommando kommen langsam Zweifel an dem Feldzug auf, was Hitler mit einer Umbesetzung im Generalstab beantwortet. Da er Moskau nicht einnehmen kann, was er einzig und allein auf die Kälte schiebt, beschließt er jetzt Stalingrad zu erobern, was einen hohen symbolischen Wert hat. Doch auch die Schlacht von Stalingrad geht für die Deutschen verloren.
Für seinen vorbildlichen Kampfeinsatz wird der inzwischen zum Oberfeldwebel beförderte Alexei Iwanow mit dem Rotbannerorden ausgezeichnet. Am gleichen Tag haben sich die Don- und die Stalingrader Front vereinigt und Truppen der Wehrmacht eingekesselt. Das ist der Wendepunkt des Krieges. Während der Gegenoffensive kommt Alexei an seinem Wohnhaus vorbei und muss erfahren, dass seine Mutter nicht mehr am Leben ist. Mit der Konferenz von Jalta Anfang Februar 1945 endet der erste Teil des Films.
Zurück in Moskau verkündet Stalin der Partei- und Staatsführung den Beschluss, den letzten Schlag zur Zerstörung Deutschlands für den 16. April 1945 vorzubereiten. An der Front erwartet Alexei Iwanow, der inzwischen wieder mit Kostja Saitschenko zusammen kämpft, dass der Vormarsch zügig weitergeht. Dann kommt der Befehl zum Angriff und es folgt die Überquerung der Oder. Selbst die Schlacht um die Seelower Höhen, bei der die Deutschen erbitterten Widerstand leisten, kann die Rote Armee nicht mehr aufhalten. Auf dem weiteren Weg nach Berlin befreit die Einheit Alexel Iwanows ein Konzentrationslager, in dem außer Kriegsgefangenen auch viele Frauen interniert sind. Alexei vermutet auch Natascha unter ihnen und obwohl er recht hat, verfehlen sie sich.
Da Berlin die Einkesselung droht und bereits die ersten Bomben auf die Reichskanzlei fallen, begibt sich der immer noch auf den Endsieg hoffende Adolf Hitler mit seinem Gefolge in den Führerbunker. Als ihn die Nachricht über den Durchbruch der Roten Armee in die deutsche Hauptstadt erreicht, er dann noch erfährt, dass Göring Berlin fluchtartig verlassen und ihn zum Rücktritt aufgefordert hat, beschließt er, sein Leben zu beenden. Auf Eva Brauns Bitte heiraten sie, bevor beide das Gift nehmen. Stalin verlangt von den neuen Befehlshabern die bedingungslose Kapitulation, die er auch erhält.
Alexei Iwanow erhält gemeinsam mit Kostja Saitschenko und anderen Kämpfern den Befehl, die rote Fahne des Siegers auf dem Reichstagsgebäude zu hissen. Dabei wird Kostja, wie viele andere Soldaten, noch kurz vor dem Ziel erschossen. Doch nach dem Ende der Kämpfe gibt es genug Grund, den Sieg am Reichstag zu feiern, während die deutschen Soldaten in langen Kolonnen in die Kriegsgefangenschaft marschieren. Der Höhepunkt dieser Feierlichkeiten wird erreicht, als Josef Stalin mitten in Berlin in einem Flugzeug landet, den Beteiligten zum Sieg gratuliert und sich selbst feiern lässt. Hier treffen sich Alexei und Natascha wieder und Nataschas Glück wird vollkommen, als sie den Genossen Stalin küssen darf.

## Produktion
Alle Schlachtszenen wurden auf den historischen Plätzen mit Hilfe pyrotechnischer Mittel gedreht, wobei beteiligte Offiziere und Soldaten bei der Rekonstruktion der Geschehnisse und auch der Örtlichkeiten als Zeitzeugen mitwirkten. Die Kampfszenen am Ende des Krieges wurden an den Originalschauplätzen in Berlin-Mitte gedreht.
Der in Farbe auf Agfacolor gedrehte Film hatte am 21. Januar 1950 unter dem Titel Падение Берлина in Moskau Premiere und in der Sowjetunion über 38 Millionen Zuschauer.
In der DDR erfolgte die Uraufführung des ersten Teils dieses Films am 23. Juni 1950 im Berliner Kino Babylon. Die Premiere des zweiten Teils erfolgte bei Anwesenheit des Drehbuchautors Pjotr Pawlenko am 7. Juli 1950 ebenfalls im Kino Babylon. Der aus zwei Teilen bestehende synchronisierte Film wurde ab Mitte des Jahres 1950 immer häufiger hintereinander in einer Vorstellung gezeigt.

## Auszeichnungen
- 1950: Stalinpreis ersten Grades für den an diesem Film beteiligten Regisseur, die Drehbuchautoren, den Kameramann, die Bühnenbildner und die Schauspieler, welche die Hauptrollen spielten.[5]
- 1950: V. Internationale Filmfestspiele Marienbad: Großer Preis für die beste ideologische und künstlerische Darstellung des heroischen Kampfes für den Frieden

## Kritik
Der im Schatten des Personenkults um Josef Stalin gedrehte Film fand seine im selben Schatten gezeichnete Kritik, weshalb die folgenden Zeitungsausschnitte aus dem Jahr 1950 als geschichtliches Zeitdokument zu betrachten sind.

Im Neuen Deutschland schrieb Heinz Lüdecke: 

„Stalins geliebtes, verehrtes Bild, gut nachgeformt von M. Gelowani – es ist überall gegenwärtig im „Fall von Berlin“, auch in den Szenen, die nicht im Kreml oder im Konferenzsaal von Jalta spielen. Von seiner dauernden Gegenwärtigkeit strömt uns das Beste zu, was uns der Film zu schenken hat – das sichere Gefühl: Genosse Stalin wacht und denkt für die Welt, für den Triumph des Friedens und der Menschlichkeit, für sein Volk, für die Völker, für uns.“

In der Berliner Zeitung bemerkte ein K. D.:

„Wir haben mehr als eine Veranlassung, uns eingehend mit einem dokumentarischen Kunstwerk zu befassen, das uns wie kaum ein anderes das moralische und das materielle Kräfteverhältnis zwischen Friedenslager und Kriegstreibern bewußt macht und daher ein wichtiges Instrument im Kampf um den Frieden ist.“

In der Neuen Zeit ist in einem Artikel über die Premiere, in dem aber kein Autor genannt wird, zu lesen: 

„Starke Eindrücke vermittelt der Film von Generalissimus Stalin, von seiner Achtung vor dem einfachen Menschen, seiner Anteilnahme an seinen Sorgen und der Liebe des Sowjetvolkes zu ihm, das selbst in der größten Gefahr vertrauend auf Stalin schaut. Seine Ruhe und militärische Geschicklichkeit sind der Quell für die Erfolge der Roten Armee.“

Hier noch eine aktuelle Meinung:
Der katholische Filmdienst bezeichnet den Film als monumentales Zeitdokument, welches künstlerisch mit großen Mängeln behaftet ist.